# Struthanthus subtilis
Struthanthus subtilis är en tvåhjärtbladig växtart som beskrevs av J. Kuijt. Struthanthus subtilis ingår i släktet Struthanthus och familjen Loranthaceae. Inga underarter finns listade i Catalogue of Life.